# Вирджиния-Сити (фильм)
«Вирджиния-Сити» (англ. Virginia City) — американский чёрно-белый вестерн 1940 года с Эрролом Флинном, Мириам Хопкинс и Рэндольфом Скоттом в главных ролях. Снят в 1940 году режиссёром Майклом Кёртисом на студии Warner Bros.

## Сюжет
Офицер армии Союза США Керри Брэдфорд совершает дерзкий побег из тюрьмы Конфедерации, которой управляет комендант Вэнс Ирби. Добравшись до штаб-квартиры Союза, Брэдфорд сообщает, что сторонники южан планируют отправить в помощь терпящим поражение конфедератам большую сумму денег. Капитана Керри Брэдфорда немедленно отправляют в Вирджиния-Сити, небольшой шахтёрский городок в Неваде, чтобы выяснить, где хранятся 5 000 000 долларов золотом.
По пути в дилижансе на Запад он встречает и влюбляется в красавицу Джулию Хейн. Приключения только начинаются.

## В ролях
- Эррол Флинн — Керри Брэдфорд, капитан армии Союза США
- Мириам Хопкинс — Джулия Хейн
- Рэндольф Скотт — Вэнс Ирби, комендант тюрьмы
- Хамфри Богарт — Джон Мюррелл, бандит
- Фрэнк Макхью —мистер Апджон
- Алан Хейл-старший — Олаф «Лось» Свенсон
- Джон Лител — Томас Маршалл
- Дугласс Дамбрилл — майор Дрюэри
- Морони Олсен — доктор Роберт Кэмерон
- Рассел Хикс — Джон Армистед
- Дик Джонс — Кобби Гилл
- Фрэнк Уилкокс — солдат аванпоста Союза
- Рассел Симпсон — Фрэнк Гейлорд
- Виктор Килиан — Авраам Линкольн
- Чарльз Миддлтон — Джефферсон Дэвис

В титрах не указаны
- Уорд Бонд — сержант Конфедерации
- Говард Хикман — Пейдж, генерал Конфедерации
- Гарри Кординг — «Пугало», заключённый тюрьмы Либби
- Чарльз Хэлтон — Рэлстон, банкир

## Критика
Фрэнк Ньюджент (англ. Frank Nugent) из The New York Times раскритиковал актёрскую игру Эррола Флинна и Мириама Хопкинса, тем не менее похвалил сюжет: «… достаточно действий, достаточно старого доброго вестерна, чтобы сделать его живым развлечением».
Журнал Filmink написал: «Это большой и дорогой фильм, нацеленный, в первую очередь, на зрелище, а не на интригу. Не думаю, что Майкл Кёртис сильно переживал, но Флинн и Рэндольф Скотт справляются со своей работой отлично».